# NGC 2882
NGC 2882 este o galaxie spirală situată în constelația Leul. A fost descoperită în 6 martie 1864 de către Albert Marth. Se află la o distanță de 35,48 de megaparseci de Pământ.